# Великолепная жизнь Марселя Паньоля
«Великолепная жизнь Марсе́ля Паньо́ля» (фр. Marcel et Monsieur Pagnol) — французский анимационный биографический фильм режиссёра Сильвена Шоме, выход которого намечен на 2025 год. В фильме рассказывается о жизни 60-летнего Марселя Паньоля, известного драматурга и кинорежиссёра.
Премьера фильма состоялась на Каннском кинофестивале 2025 года, а его выход во Франции намечен на 15 октября 2025.

## Роли озвучивают
- Лоран Лафит — Марсель Паньоль
- Жеральдин Пелас — Августин Паньоль

## Создание
В июне 2021 года фильм был анонсирован на Международном фестивале анимационных фильмов в Анси, режиссёром фильма выступил Сильвен Шоме, а продюсерами — Атон Сумаш и Ашаржин Пуаре.

## Выход
В мае 2022 года компания Sony Pictures Classics приобрела права на распространение фильма в Северной и Латинской Америке, на Ближнем Востоке, в Израиле, Скандинавии, Индии, Италии, на авиалиниях и судах. В мае 2024 года компания Picturehouse Entertainment приобрела права на распространение фильма в Великобритании и Ирландии. Фильм должен быть выпущен во Франции 15 октября 2025 года компанией Wild Bunch, а выпуск в США запланирован на четвёртый квартал того же года. Премьера фильма состоялась 17 мая 2025 года в рамках специального показа на 78-м Каннском международном кинофестивале.